# Annetta North (Teksas)
Annetta North je gradić u američkoj saveznoj državi Teksas. Prema popisu stanovništva iz 2010. u njemu je živjelo 518 stanovnika.